# Episodi de I Simpson (ventiduesima stagione)
La ventiduesima stagione de I Simpson è stata originariamente trasmessa negli Stati Uniti d'America dal 26 settembre 2010 al 22 maggio 2011 su Fox.
La stagione comprende sette episodi della serie di produzione MABF, relativa alla precedente stagione.
In Italia, la ventiduesima stagione è andata originariamente in onda dal 23 gennaio al 22 febbraio 2012 su Italia 1.
Questa è l'ultima stagione in cui Ilaria Stagni, Liù Bosisio e Mario Milita doppiano rispettivamente Bart, Marge e Abraham Simpson. Verranno poi sostituiti da Gaia Bolognesi, Sonia Scotti e Mino Caprio dalla stagione successiva.
| N° | Codice di produzione | Titolo italiano                                    | Titolo originale                          | Prima TV USA      | Prima TV Italia  |
| -- | -------------------- | -------------------------------------------------- | ----------------------------------------- | ----------------- | ---------------- |
| 1  | MABF21               | Elementary School Musical                          | Elementary School Musical                 | 26 settembre 2010 | 23 gennaio 2012  |
| 2  | MABF17               | Presta Lisa                                        | Loan-a Lisa                               | 3 ottobre 2010    | 24 gennaio 2012  |
| 3  | MABF18               | BaseBART                                           | MoneyBART                                 | 10 ottobre 2010   | 25 gennaio 2012  |
| 4  | MABF16               | La paura fa novanta XXI                            | Treehouse of Horror XXI                   | 7 novembre 2010   | 26 gennaio 2012  |
| 5  | MABF20               | Lisa Simpson, questa non è la tua vita             | Lisa Simpson, This Isn't Your Life        | 14 novembre 2010  | 27 gennaio 2012  |
| 6  | NABF01               | Fool Monty                                         | The Fool Monty                            | 21 novembre 2010  | 30 gennaio 2012  |
| 7  | NABF02               | Quanto è malridotto quell'uccellino alla finestra? | How Munched is that Birdie in the Window? | 28 novembre 2010  | 31 gennaio 2012  |
| 8  | MABF22               | La battaglia prima del Natale                      | The Fight Before Christmas                | 5 dicembre 2010   | 1 febbraio 2012  |
| 9  | MABF19               | Donnie Grass-co                                    | Donnie Fatso                              | 2 gennaio 2011    | 2 febbraio 2012  |
| 10 | NABF03               | Mamme che vorrei dimenticare                       | Moms I'd Like to Forget                   | 9 gennaio 2011    | 3 febbraio 2012  |
| 11 | NABF05               | Il bar delle pazze                                 | Flaming Moe                               | 16 gennaio 2011   | 6 febbraio 2012  |
| 12 | NABF06               | Homer il padre                                     | Homer the Father                          | 23 gennaio 2011   | 7 febbraio 2012  |
| 13 | NABF07               | L'azzurro e il grigio                              | The Blue and The Gray                     | 13 febbraio 2011  | 8 febbraio 2012  |
| 14 | NABF04               | Papà incacchiato: il film                          | Angry Dad: The Movie                      | 20 febbraio 2011  | 9 febbraio 2012  |
| 15 | NABF08               | Il racconto dello scorpione                        | The Scorpion's Tale                       | 6 marzo 2011      | 10 febbraio 2012 |
| 16 | NABF09               | Un bel sogno di mezza estate                       | A Midsummer's Nice Dream                  | 13 marzo 2011     | 13 febbraio 2012 |
| 17 | NABF10               | L'amore è una cosa molto strangolata               | Love Is a Many Strangled Thing            | 27 marzo 2011     | 14 febbraio 2012 |
| 18 | NABF11               | La grande Simpsina                                 | The Great Simpsina                        | 10 aprile 2011    | 15 febbraio 2012 |
| 19 | NABF12               | Le vere casalinghe di Tony Ciccione                | The Real Housewives of Fat Tony           | 1 maggio 2011     | 17 febbraio 2012 |
| 20 | NABF13               | Homer mani di forbice                              | Homer Scissorhands                        | 8 maggio 2011     | 20 febbraio 2012 |
| 21 | NABF14               | 500 chiavi                                         | 500 Keys                                  | 15 maggio 2011    | 21 febbraio 2012 |
| 22 | NABF15               | La pesca di Ned                                    | The Ned-Liest Catch                       | 22 maggio 2011    | 22 febbraio 2012 |

## Elementary School Musical
- Sceneggiatura: Tim Long
- Regia: Mark Kirkland
- Messa in onda originale: 26 settembre 2010
- Messa in onda italiana: 23 gennaio 2012

Lisa partecipa a un campeggio per artisti, e quando torna alla vita di tutti i giorni non riesce più a trovarsi a suo agio e decide di andare via a cercare i suoi due maestri, i Flight of the Conchords. In quel momento Lisa scopre che loro due lavorano in un fast food, allora torna a casa triste. Nel frattempo Krusty vince il nobel per la pace e insieme a Homer e Bart va a Oslo a ritirare il premio. Presto però si scopre che invece di atterrare nella capitale norvegese, l'aereo ha condotto Krusty a L'Aia, dove verrà processato per i suoi crimini in Europa.
- Guest star: Flight of the Conchords, Ira Glass (voce di sé stesso), Stephen Hawking (voce di sé stesso), Lea Michele (voce di sé stessa), Cory Monteith (voce di sé stesso) e Amber Riley (voce di sé stessa).
- Frase alla lavagna: Quando ho dormito in classe non l'ho fatto per aiutare Leo DiCaprio
- Gag del divano: sopra al divano c'è uno striscione con le congratulazioni per la ventiduesima stagione da parte della Fox. Un componente del network televisivo entra con una piccola torta e fa spegnere la candelina, poi se la porta via e se la mangia.

## Presta Lisa
- Sceneggiatura: Valentina L. Garza
- Regia: Matthew Faughnan
- Messa in onda originale: 3 ottobre 2010
- Messa in onda italiana: 24 gennaio 2012

Lisa aiuta Nelson con i soldi dell'eredità di nonno Simpson ad aprire un'officina per la modifica delle biciclette. Nelson, visto il grande successo della sua attività, è convinto ad abbandonare la scuola, e così Lisa cerca di fargli cambiare idea. Nel frattempo, Marge e Homer diventano dipendenti dal comprare oggetti costosi e poi restituirli per ragioni fittizie.
- Guest star: Mark Zuckerberg (voce di sé stesso), Muhammad Yunus (voce di sé stesso) e Chris Hansen (voce di sé stesso)
- Frase alla lavagna: Non ho visto la maestra fare la richiesta per il sussidio
- Gag del divano: i Simpson si siedono sul divano e vedono che c'è un morto sul tappeto. Quindi scappano col divano che corre come un'auto mentre la polizia li insegue. Alla fine i Simpson vengono catturati, messi in prigione e mandati al "divano" elettrico.

## BaseBART
- Sceneggiatura: Tim Long
- Regia: Nancy Kruse
- Messa in onda originale: 10 ottobre 2010
- Messa in onda italiana: 25 gennaio 2012

Una ex studente della scuola elementare di Springfield, appena laureata a Yale torna a trovare il direttore Skinner e incontra alcuni studenti tra cui Lisa. Da lei, quest'ultima apprende che deve fare molti più corsi extra curriculari se vuole avere più possibilità di entrare a Yale. Dopo una serie di tentativi, diventa l'allenatrice della squadra di baseball di Bart (dopo che Ned Flanders ha lasciato). Tramite il professore Frink, scopre la sabermetrica e allena la squadra usando le regole statistiche. In breve, la squadra di Bart scala la classifica, ma Bart viene cacciato da Lisa perché disubbidisce ai suoi ordini e tra i due inizia un lungo litigio. Mentre viene giocata la finale, Bart e Marge sono a un LunaPark, ma Lisa telefona a Bart chiedendogli di tornare a giocare. Inizialmente Bart rifiuta, ma viene convinto da Mike Scioscia a tornare a giocare. Bart entra in campo, disobbedisce nuovamente a Lisa e fa perdere la partita alla squadra, ma nel vedere Bart Lisa si appassiona al baseball realmente per la prima volta e i due si riappacificano.
- Guest star: Bill James (voce di sé stesso), Mike Scioscia (voce di sé stesso)
- Frase alla lavagna: Non devo scrivere sui muri (scritto dovunque nella classe)
- Gag del divano: I Simpson sono seduti sul divano, la scena si allarga ed è solo una proiezione su un muro all'interno di un fabbricato dove all'inizio si vedono dei lavoratori asiatici malmessi disegnare fotogrammi dei Simpson. Poi la scena passa alla produzione giocattoli, dove alcuni animali vengono tritati per diventare l'imballaggio dei pupazzi di Bart e infine si arriva alla produzione dei DVD dove un unicorno è legato al muro e il suo corno è usato per fare il buco dei DVD.

## La paura fa novanta XXI
- Sceneggiatura: Joel H. Coen
- Regia: Bob Anderson
- Messa in onda originale: 9 novembre 2010
- Messa in onda italiana: 26 gennaio 2012

Tre storie di Halloween introdotte da Bart e Homer che preparano delle zucche per Halloween. A un certo punto l'immagine si interrompe, in quanto si tratta solo della TV del prof. Frink che, dopo aver messo in pausa il televisore, avverte i telespettatori che l'episodio sarebbe stato troppo violento. Così avanza velocemente l'episodio e, avendolo già fatto vedere, si suicida mandandosi avanti col telecomando. Le sue ceneri formeranno la scritta "Treehouse of Horror XXI". In seguito il mostro di Frankenstein prende il telecomando e sintonizza una parodia di The Office.
- Guerra e pezzi (War and Pieces)
Bart e Milhouse giocano a un videogioco molto violento incontrando il disappunto di Marge, che li porta in soffitta a scegliere un gioco da tavolo. I due notano un gioco curioso, "Satan's Path", al quale iniziano subito a giocare. Ma non appena iniziano Springfield viene attaccata da vari giochi da tavolo. In seguito Lisa legge le istruzioni in latino e spiega che l'unico modo per rimettere tutto a posto è finire "Caccia al topo", gioco infantile che non piace a Bart. Dopo che tutto è tornato alla normalità, Bart e Milhouse decidono di giocare a L'impiccato, ma dopo un clamoroso errore di Milhouse muoiono impiccati.
- Master e Cadaveri (Master & Cadaver)
Homer e Marge stanno navigando su uno yacht in acque che non sono segnalate sulle mappe. Marge si accorge di un naufrago e insieme a Homer lo salva. Roger, così si chiama il naufrago, racconta la sua storia: era lo chef della nave "Albatross", stava preparando una torta quando il capitano la avvelenò e stordì Roger prima che potesse fermarlo. Dopo essersi ripreso, Roger scoprì che erano tutti morti, quindi scappò. Marge e Homer iniziano a sospettare che Roger voglia eliminare anche loro che questi ultimi gli ha preparato una torta che una volta gettata fuori bordo da Homer aveva ucciso uno squalo. Perciò lo uccidono e lo gettano in mare. Arrivati sull'Albatross scoprono che Roger non era morto, e che la sua storia era vera. Neanche l'equipaggio dell'Albatross era morto, e lo squalo non era morto per la torta ma per la perdita di petrolio dello yacht di Homer. Homer, pensando che i presenti avrebbero testimoniato contro di lui, li uccide tutti, tranne Marge, che si suicida in seguito. Infine si scopre che il tutto era solo una fantasia di Maggie che stava facendo un bagnetto e che a un tratto prende le sembianze di Alex DeLarge di Arancia meccanica.
- Twistlight (Tweenlight)
L'intero segmento è una parodia di Twilight, con allusioni a Dracula. Alla scuola elementare di Springfield arriva un nuovo alunno chiamato Edmund (parodia di Edward Cullen), di cui si innamorano tutte le ragazze della scuola. In seguito Lisa e Edmund si fidanzano, dopo che il nuovo arrivato le rivela il suo sconcertante segreto: è un vampiro. Intanto Milhouse (parodia di Jacob Black) si trasforma in un barboncino invidioso di Edmund. Quando Edmund si reca a cena dai Simpson porta con sé suo padre(con lo stesso vestito e le stesse sembianze di Bela Lugosi in Dracula). Il giovane, imbarazzato per la presenza del genitore, scappa a "Draculandia", una parte della città dove vivono solo vampiri, insieme a Lisa. Qui Edmund cerca di trasformare Lisa, ma viene interrotto da Homer che si fa trasformare al suo posto. I due vampiri muoiono dopo aver succhiato il sangue pieno di colesterolo di Homer, che a sua volta muore mangiato da Milhouse dopo aver tentato di volare come un pipistrello ma cadendo per il proprio peso.
- Guest star: Daniel Radcliffe (Edmund), Hugh Laurie (Roger)
- Frase alla lavagna: assente
- Gag del divano: assente

## Lisa Simpson, questa non è la tua vita
- Sceneggiatura: Joel H. Coen
- Regia: Matthew Nastuk
- Messa in onda originale: 14 novembre 2010
- Messa in onda italiana: 27 gennaio 2012

Krusty comunica, tramite la televisione, che è rimasto solo un giorno per completare la collezione degli elfi sponsorizzati dalla Texxon, uno dei quali è un pezzo raro. A Maggie manca proprio quello, e così la famiglia decide di andarglielo a prendere. Arrivati al distributore che li fornisce, Homer scopre che per prendere il pacchetto che contiene uno degli elfi deve comprare 40 litri di benzina e, nonostante molti tentativi, non riesce a trovare l'elfo mancante. Quindi, sconsolato, si ritrova nel quartiere dove era cresciuta Marge, che riconosce la sua casa dove ora vive una donna adulta, che mostra a Marge uno scatolone con i ricordi d'infanzia della donna. Qui Lisa viene a conoscenza del fatto che sua madre era in gioventù un'ottima alunna, e indagando più a fondo scopre che in un anno del liceo i suoi voti sono calati precipitevolmente. Lisa allora guarda l'album dei ricordi di Marge, attraverso il quale scopre che fu Homer a distrarla dall'istruzione. Per evitare di diventare una casalinga come Marge, Lisa decide di eliminare dalla sua vita tutte le possibili distrazioni, sassofono compreso. Ma quando Lisa viene a conoscenza di una scuola di ragazzi della stessa intelligenza, chiede a Marge di poterci entrare e quindi la famiglia vi si reca per un colloquio di ammissione. Qui Marge fa ottenere il posto alla figlia dopo un colloquio con il direttore al quale non fa assistere Homer e Lisa. Una notte Lisa scopre però che Marge, per farla ammettere alla prestigiosa scuola, è stata costretta dal direttore a fare il bucato degli altri studenti tutte le notti. Di fronte a questa situazione Lisa decide di non voler più far parte di quella scuola e dice a Marge che sarebbe un onore per lei diventare come sua madre. Intanto Bart diventa il nuovo bullo della scuola perché durante una serie di svariati casi riesce a ferire Nelson e a chiuderlo in un armadietto. Ma quando Nelson si vuole vendicare Bart gli dice che è bravo a dare i pugni e i due fanno pace. L'episodio si conclude con Homer che riesce a trovare il piccolo elfo che voleva Maggie: è infatti riuscito ad aprire il distributore (a cui mancava il vetro di protezione) e ha aperto tutte le scatoline finché non aveva trovato il pupazzo.
- Guest star: assente
- Frase alla lavagna: assente
- Gag del divano: i Simpson si siedono sul divano e un uomo sulla motocicletta li usa come ostacolo cadendo poi in giardino, il casco rotola davanti al divano e Marge copre gli occhi di Maggie.

## Fool Monty
- Sceneggiatura: Michael Price
- Regia: Steven Dean Moore
- Messa in onda originale: 21 novembre 2010
- Messa in onda italiana: 30 gennaio 2012

I media mettono in circolazione una malattia che proviene dai gatti per simulare una crisi economica. Quando gli abitanti di Springfield vogliono usufruire del vaccino messo poi a disposizione, il signor Burns ne prende 37 dosi per sé, Smithers e i suoi cani (nonostante in realtà ne siano immuni). Il medico, però, comunica a Burns che ha massimo 5 o 6 settimane di vita, ma gli altri abitanti di Springfield, appresa la notizia, ne sono felici. A causa della solitudine, Burns decide di suicidarsi buttandosi da un dirupo, ma alla fine riesce a sopravvivere pur essendo malridotto e avendo una parziale amnesia. A questo punto Bart trova il magnate e lo porta a casa propria e, una volta che Homer e Marge scoprono l'arrivo del nuovo ospite, essi decidono insieme alla popolazione di dare per un po' di tempo a ciascun abitante il signor Burns, così da poter vendicare le atrocità che ha commesso quest'ultimo nel corso degli anni. Alla fine tocca a Lisa, che mostra a Burns quanto è stato cattivo e quali crimini ha commesso in passato; a questo punto al magnate torna la memoria e decide di vendicarsi mettendo una cupola sulla città, ma viene fermato dalla popolazione dicendo che ciò è già stato fatto in precedenza. Venuto a conoscenza di ciò, Burns interrompe il suo piano e decide di tornare a casa, ma durante il tragitto viene fermato da Nelson che lo minaccia di distruggergli l'elicottero se non fosse venuto ad assistere alla sua recita come se fosse suo padre. Nonostante sia stato costretto a guardare l'esibizione, Burns apprezza la performance di Nelson.
- Guest star: assente
- Frase alla lavagna: assente
- Gag del divano: i Simpson, in un'ambientazione tratta dal film Avatar, sono trasferiti in corpi Na'vi con Bart che addomestica il divano che sta volando; successivamente la famiglia si siede davanti alla TV indossando gli occhiali per la visione in 3D.

Nota: La frase scritta sull'elicottero della Fox all'inizio, "We're not racists, but #1 with racists", è stata erroneamente tradotta sottotitolata in italiano in "Non siamo razzisti, ma stiamo dalla parte dei razzisti", quando in realtà "We're #1 with racists" significa "Siamo il canale numero 1/preferito tra i razzisti".

## Quanto è malridotto quell'uccellino alla finestra?
- Sceneggiatura: Kevin Curran
- Regia: Michael Polcino
- Messa in onda originale: 28 novembre 2010
- Messa in onda italiana: 31 gennaio 2012

Mentre Homer stava raccontando una storia a suoi figli, un piccione entra dalla finestra; la famiglia Simpson cerca di contattare il proprietario del volatile, ma questi non è più interessato ad avere il piccione. Visto che Lisa ha paura dei piccioni, Bart si prende cura dell'animale e finisce per affezionarsi; un giorno però il Piccolo aiutante di Babbo Natale, mangia l'uccello facendo rendere triste Bart, che non vuole più avere a che fare con il suo cane. Marge, vedendo la situazione tra Bart e il cane, decide di vendere quest'ultimo. Così la famiglia va in una fattoria e, mentre Marge, Lisa e Homer vedono dei souvenir, Bart viene aggredito da uno struzzo; vedendo il suo padrone in pericolo, Piccolo aiutante di Babbo Natale interviene però ha paura di mangiare lo struzzo e di subire l'ira di Bart. Allora Bart strangola lo struzzo e fa definitivamente pace con il suo cane. Homer, credendo lo struzzo morto, lo lega sopra la sua macchina per portarlo a casa e successivamente mangiarlo, però lo struzzo riprende i sensi e con la zampa prende il collo a Homer.
- Guest star: Danica Patrick (voce di sé stessa) e Rachel Weisz (voce della dottoressa Thurmond)
- Frase alla lavagna: Un giorno del ringraziamento da Charlie Brown vale quanto un natale da Charlie Brown
- Gag del divano: il professor Frink rimpicciolisce la famiglia che sta per venire schiacciata dalla ciabatta del nonno e successivamente vengono rinchiusi in una trappola per topi.

## La battaglia prima del Natale
- Sceneggiatura: Dan Castellaneta e Deb Lacusta
- Regia: Bob Anderson e Matthew Schofield
- Messa in onda originale: 5 dicembre 2010
- Messa in onda italiana: 1º febbraio 2012

Bart, Lisa, Maggie e Marge fanno dei sogni sullo spirito del Natale. Il primo sogno racconta la storia di Bart che va fino al Polo Nord per uccidere Babbo Natale (che si rivela essere una specie di Krusty) ma alla fine cambia idea e torna a casa. Nel secondo sogno Lisa sogna che sua madre Marge è stata reclutata per combattere i nazisti nel giorno di Natale al posto di suo padre che non è stato reclutato per via della sua ciccia. Il terzo sogno è la storia di come Marge e la star Martha Stewart tentano di far capire il vero spirito del Natale alla famiglia Simpson ma senza successo. Il quarto e ultimo sogno è quello di Maggie che sogna che tutta la sua intera famiglia si sia trasformata in stile muppets e che Boe sia fidanzato con la star Katy Perry.
- Guest star: Martha Stewart (voce di sé stessa) e Katy Perry (nel ruolo di sé stessa)
- Frase alla lavagna: assente
- Gag del divano: assente

## Donnie Grass-co
- Sceneggiatura: Chris Cluess
- Regia: Ralph Sosa
- Messa in onda originale: 2 gennaio 2011
- Messa in onda italiana: 2 febbraio 2012

A Capodanno Homer commette vari reati e riceve una serie di multe, e per non pagarle cerca di corrompere il commissario Winchester con dei soldi. Per questo viene condannato e messo in prigione per dieci anni. Sentendo la mancanza della sua famiglia, si mette d'accordo con l'FBI per infiltrarsi nella gang Tony Ciccione (che aveva ordinato delle armi dal Belgio) e smascherare i suoi piani. Homer (sotto il falso nome di Nicky Bracheblu Sassofono Alto) riesce a conquistare la fiducia totale del mafioso, con il quale fugge dalla prigione. Mentre le sue armi dal Belgio stavano arrivando, Tony scopre che Homer era ingaggiato dall'FBI e muore per un infarto per il dispiacere. Tony Ciccione venne sostituito come boss della mafia dall'atletico cugino Fitness Tony (che inizierà ad affogare lo stress nel cibo diventando identico al defunto cugino ed essere chiamato Tony Ciccione). L’episodio trae ispirazione dal film Donnie Brasco.
- Guest star: Jon Hamm (voce dell'investigatore FBI), Joe Mantegna (voce di Tony Ciccione/Fitness Tony)
- Frase alla lavagna: I bastoncini di zucchero non sono ossa di elfo
- Gag del divano: viene mostrato un calendario dell'avvento dove si vedono i vari personaggi che festeggiano il Natale, infine nel 24 dicembre si vede la famiglia Simpson seduta sul divano con Babbo Natale.

## Mamme che vorrei dimenticare
- Sceneggiatura: Brian Kelley
- Regia: Chris Clements
- Messa in onda originale: 9 gennaio 2011
- Messa in onda italiana: 3 febbraio 2012

Bart Simpson, per aver perso ingiustamente a una partita di palla prigioniera con un ragazzino di quinta elementare, decide di fare una rissa con lui. I due scoprono che hanno sulla mano la medesima cicatrice a forma di spada. Bart scopre che da piccolo giocava con un gruppo di ragazzini perché le loro madri erano molto amiche e che poi si erano separate. Il gruppo di madri (tra cui anche Marge) decide di rincontrarsi dopo tanti anni e quindi anche Bart con altri tre ragazzi, i quali hanno tutti la stessa cicatrice. Bart cerca di sapere come si è fatto quella cicatrice e scopre che fu a una festa con dei fuochi d'artificio che bruciarono le spade di un panino e caddero sulle loro mani. Nel frattempo Marge lascia il suo gruppo di amiche perché accusavano Bart di essere "la pecora nera" del gruppo.
- Guest star: assente
- Frase alla lavagna: Gennaio non è il mese della storia di Bart
- Gag del divano: nella sigla si vede il divano dei Simpson che si sveglia, si fa la barba, fa colazione, timbra il cartellino e arriva a casa dei Simpson, dopodiché la famiglia si siede sopra di esso.

## Il bar delle pazze
- Sceneggiatura: Matt Selman
- Regia: Chuck Sheetz
- Messa in onda originale: 16 gennaio 2011
- Messa in onda italiana: 6 febbraio 2012

Waylon Smithers, dopo aver saputo che il signor Burns lo aveva escluso dal suo testamento, cerca di ubriacarsi in un bar per omosessuali, ma non riuscendo a entrare decide di andare da Boe e, vedendo il locale vuoto, gli propone di restaurarlo e adibirlo a bar per gay. Il bar ha molto successo, ma i nuovi clienti credono che anche Boe sia gay. Boe non vuole che la gente lasci il locale così continua a far credere di essere gay, ma Smithers non è molto d'accordo. Nel frattempo il preside Skinner si innamora della nuova insegnante di musica e chiede a Bart di uscire con sua figlia per accompagnarlo e incontrare l'insegnante.
- Guest star: Alyson Hannigan (voce di Melody Juniper, italiana di Rossa Caputo), Kristen Wiig (voce di Calliope Juniper, italiana di Francesca Guadagno), Scott Thompson (voce di Grady, italiana di Fabrizio Vidale)
- Frase alla lavagna: assente
- Gag del divano: le teste dei Simpson sono sul divano e vengono coperte da cioccolato, panna e una ciliegina per poi essere mangiate dal cane.

## Homer il padre
- Sceneggiatura: Joel H. Cohen
- Regia: Mark Kirkland
- Messa in onda originale: 23 gennaio 2011
- Messa in onda italiana: 7 febbraio 2012

Bart vorrebbe avere una minimoto ma Homer non vuole comprargliela; allora Bart si mette in contatto con un'organizzazione criminale cinese (CIA, ovvero Cinesi Infiltrati in America) e dà loro informazioni segrete riguardo alla centrale nucleare. Nel frattempo Homer e Bart iniziano a rispettarsi e ad apprezzarsi l'un l'altro, così Homer decide di regalare al figlio la minimoto che desiderava. Bart si trova spiazzato, poiché ha già ricevuto la minimoto dai criminali e, grazie anche all'intervento del padre che aveva nel frattempo scoperto tutto, riesce a riprendere le informazioni riservate sulla centrale nucleare.
- Guest star: Michael Paul Chan (voce agente CIA), James Lipton (voce di sé stesso), Garry Marshall (voce di Sheldon Leavitt), David Mamet (voce di sé stesso)
- Frase alla lavagna: Prince non è il figlio di Martin Luther King
- Gag del divano: vengono mostrate una serie di titoli di giornali che raccontano la storia dell'abbandono del divano inseguito dai Simpson e il loro ricongiungimento finale.

## L'azzurro e il grigio
- Sceneggiatura: Rob LaZebnik
- Regia: Bob Anderson
- Messa in onda originale: 13 febbraio 2011
- Messa in onda italiana: 8 febbraio 2012

È San Valentino, e Boe si ritrova per l'ennesima volta senza un appuntamento. Ascoltando i consigli di uno spot in tv, partecipa al seminario del sedicente esperto dr. Lovingher e si convince della necessità di trovarsi una spalla per abbordare le donne. La sua scelta cade su Homer, che ha appena regalato alla moglie un San Valentino da sogno. Ma la giornata viene rovinata quando Marge scopre di avere un capello grigio; col sostegno di Lisa e l'imbarazzato silenzio-assenso di Homer (mentre Bart è costretto a difendere la madre dallo scherno dei compagni di scuola), Marge decide di abbracciare orgogliosamente il suo colore naturale. Cambierà idea quando crederà che il suo matrimonio sia minacciato dalla nuova attività di Homer. Nel finale si può benissimo vedere Maggie, travestita da Cupido, che bacia Gerald Samson, suo principale nemico nella maggior parte delle serie TV.
- Guest star: assente
- Frase alla lavagna: Non prenderò in giro il pisellino di Cupido
- Gag del divano: mentre i Simpson si siedono sul divano, Homer inciampa e si fa male e viene sostituito da Barney, seduto in panchina come riserva insieme a Boe, Lenny e Carl.

## Papà incacchiato: il film
- Sceneggiatura: John Frink
- Regia: Matthew Nastuk
- Messa in onda originale: 20 febbraio 2011
- Messa in onda italiana: 9 febbraio 2012

La casa produttrice di Papà arrabbiato è fallita e perciò un'azienda ha comprato i diritti per trasformare il cartone in un film. Dopo un po' di tempo la realizzazione del film viene terminata e viene mostrata a un pubblico a cui però non è piaciuto molto. Allora Bart e Lisa decidono di tagliare i pezzi che non sono piaciuti e di realizzare un cortometraggio. In questo modo il film ha un notevole successo e ottiene la nomination per il Golden Globe, vincendolo; ma quando Homer e Bart salgono sul palco per ricevere il premio, Homer si prende tutto il merito e Bart non la prende bene. Bart riceve una telefonata e scopre che Papà arrabbiato viene candidato agli Oscar ma Bart non lo dice a Homer per non rischiare che si prenda nuovamente tutto il merito, e così lo manda da tutt'altra parte insieme a Marge, andando con Lisa alla serata degli Oscar. Marge e Homer incontrano però un gruppo di ragazzi che informano quest'ultimo della candidatura agli Oscar del film; dopo questa scoperta, Homer cerca di arrivare il prima possibile alla premiazione e, non appena sale sul palco, chiede scusa a Bart per aver preso i premi e il merito del film al posto suo.
- Guest star: Ricky Gervais (voce di se stesso), Halle Berry (voce di se stessa), Russell Brand (voce di se stesso), Nick Park (voce di se stesso), J. B. Smoove (voce di DJ Kwanzaa)
- Frase alla lavagna: assente
- Gag del divano: i Simpson stanno giocando a hockey quando iniziano a fare una rissa e vengono mandati in panchina.

## Il racconto dello scorpione
- Sceneggiatura: Billy Kimball e Ian Maxtone-Graham
- Regia: Matthew Schofield
- Messa in onda originale: 6 marzo 2011
- Messa in onda italiana: 10 febbraio 2012

Durante una gita scolastica nel deserto, Lisa scopre le proprietà della Lingua argentea di Springfield, un fiore selvatico. Tornata a casa ne produce un estratto, che si rivela capace di migliorare radicalmente il carattere scorbutico di nonno Abe, che è stato cacciato dal ricovero e vive a casa Simpson. Gli scrupoli di Lisa la costringono comunque a distruggere il siero, di cui però viene a conoscenza un industriale farmaceutico; dopo essere riuscito a procurarsi una goccia del preparato, quest'ultimo lo analizza e lo riproduce, consegnandone un campione al nonno e raccomandando di non distribuirlo finché non sarà stato sperimentato. Bart però ruba il farmaco e lo vende a molte persone; nel frattempo Lisa ha superato i suoi scrupoli e tutto sembra andare per il meglio, quando però si scopre che il farmaco ha l'effetto collaterale di far uscire gli occhi dalle orbite a chi lo assume. Mentre l'industriale decide di distruggere il preparato, la popolazione non ne vorrebbe fare a meno, nonostante i danni causati. Nel frattempo Homer, insieme a Lenny e Carl, sta distruggendo senza motivo la sua auto; vedendo ciò il nonno arringa la folla, dicendo che ci vorrà tutto il brontolare della vecchia generazione per raddrizzare quella di Homer, e con questa constatazione tutti rinunciano al farmaco.
- Guest star: Werner Herzog (voce di Walter Hottenhoffer)
- Frase alla lavagna: Non sono qui grazie a una borsa di studio per un lancio truccato
- Gag del divano: viene visualizzato un monitor dove si possono scegliere i personaggi del Gioco delle gag del divano: una volta scelti tutti i personaggi della famiglia Simpson, questi corrono verso il divano e, appena ci si siedono, appare la scritta "Game over".

## Un bel sogno di mezza estate
- Sceneggiatura: Dan Castellaneta e Deb Lacusta
- Regia: Steven Dean Moore
- Messa in onda originale: 13 marzo 2011
- Messa in onda italiana: 13 febbraio 2012

Homer ha appena saputo che Cheech & Chong, i due famosi comici, tornano a Springfield per uno spettacolo. Durante il loro spettacolo, il duo comico si scioglie perché Chong si rifiuta di fare il loro numero più conosciuto. Homer diventa così il nuovo braccio destro di Cheech. Nel frattempo Marge scopre che la gattara aveva la casa piena di cose inutili ma che Marge trovava interessanti. Così Marge aiuta la donna portando le cose a casa sua, diventando disposofobica a sua volta.
- Guest star: Tommy Chong (voce di sé stesso), Cheech Marin (voce di sé stesso)
- Frase alla lavagna: L'ora legale non c'entra niente con i tribunali
- Gag del divano: i Simpson si siedono sul divano da cui però escono delle molle che spiaccicano la famiglia sullo schermo.

## L'amore è una cosa molto strangolata
- Sceneggiatura: Bill Odenkirk
- Regia: Michael Polcino
- Messa in onda originale: 27 marzo 2011
- Messa in onda italiana: 14 febbraio 2012

Homer va con la sua famiglia a una partita e per far divertire Bart gli fa il solletico e per le risate il ragazzo si orina nei pantaloni. Marge costringe Homer, a causa dei continui maltrattamenti nei confronti di Bart, ad andare a un corso per genitori. Una volta lì racconta che strangola spesso suo figlio. Lo psicologo che lo ha in cura gli fa capire che questo comportamento è sbagliato, facendogli sentire cosa si prova a essere strangolato. Homer, che risulta molto condizionato dalla terapia, cerca di non mettergli più le mani addosso, così Bart diventa totalmente disinibito e senza controllo. Per cercare di mettere un freno ai continui dispetti di Bart, il terapeuta (ridotto in condizioni pietose) prende Bart e Homer insieme in modo da poter creare un rapporto migliore facendo loro affrontare varie prove, tra le quali una prova di fiducia in cui il padre deve mettersi un cappio al collo e il figlio deve liberarlo per evitare che muoia. Vedendo che Bart è totalmente disinteressato alla sorte del padre, il terapeuta strangola Bart, che però riesce a liberare Homer che a sua volta salva il figlio. Per poter essere risarciti del comportamento dello psicologo, Bart e Homer riescono a impossessarsi dell'albero in cui il terapeuta viveva.
- Guest star: Paul Rudd (voce del dottor Zander), Kevin Michael Richardson, Kareem Abdul-Jabbar (voce di sé stesso)
- Frase alla lavagna: Non metterò in ridicolo le quattro squadre finaliste della maestra
- Gag del divano: i Simpson sono disegnati nello stile della ASCII art; a un certo punto Bart scrive sulla pancia di Homer "ciccione" e lui risponde con un "D'oh!" in una vignetta.

## La grande Simpsina
- Sceneggiatura: Matt Warburton
- Regia: Chris Clements
- Messa in onda originale: 10 aprile 2011
- Messa in onda italiana: 15 febbraio 2012

La famiglia Simpson va a raccogliere pesche e ne raccolgono così tante che sono costretti a darle via. Lisa cerca di vendere un carretto di pesche in un quartiere malfamato dove viene aggredita da un procione e corre a bussare alla prima casa che vede. Una volta dentro scopre che vi abita un mago con cui fa subito amicizia e da cui impara molti trucchi di magia diventando così un'abile illusionista. Il mago le insegna il suo trucco migliore, con la speranza che Lisa mantenga il segreto, ma lei viene ingannata da un altro illusionista molto più rozzo che userà il trucco ai campionati mondiali di magia. Il trucco non riesce perché questo viene sabotato da altri maghi e tocca a Lisa salvarlo.
- Guest star: David Copperfield (voce di sé stesso), Ricky Jay (voce di sé stesso), Martin Landau (voce di Raymondo), Jack McBrayer (voce di Ewell Freestone), Penn & Teller (voce di loro stessi)
- Guest star italiane: Bruno Alessandro (voce di Raymondo).
- Frase alla lavagna: assente
- Gag del divano: assente

## Le vere casalinghe di Tony Ciccione
- Sceneggiatura: Dick Blasucci
- Regia: Lance Kramer
- Messa in onda originale: 1º maggio 2011
- Messa in onda italiana: 17 febbraio 2012

Tony Ciccione prende in ostaggio Selma, ma si invaghisce di lei e i due finiscono per sposarsi. Dopo il matrimonio Marge litiga con Selma, ma poi i coniugi Simpson vengono invitati a trascorrere un periodo da Tony Ciccione. Dopo aver giocato e bevuto, scoprono che Tony Ciccione ha un'altra donna e danno la notizia a Selma. Questa scopre di essere solo l'amante di Tony, mentre la vera moglie arriva subito dopo e le due donne iniziano a picchiarsi.
Nel frattempo Bart e Lisa, girovagando nel bosco, scoprono che Bart ha l'abilità di individuare tartufi tramite l'olfatto. Lisa, vedendo le capacità di Bart, decide di vendere i tartufi e mettere in banca il ricavato. Un giorno, tuttavia, Bart scopre che in realtà Lisa usa i tartufi per mangiarli, e per discolparsi spiega al fratello che lo ha fatto a causa della noiosità della dieta vegetariana. Bart decide di dare l'ultimo tartufo al maiale di Luigi, che però dopo averlo assaporato si introduce nel ristorante mangiando anche tutti gli altri.
- Guest star: assente
- Frase alla lavagna: assente
- Gag del divano: i componenti della famiglia si ritrovano sulla copertina di un DVD in un negozio della catena Million Dollar Video che risulta fallito, e per questo viene abbattuto.

## Homer mani di forbice
- Sceneggiatura: Peter Gaffney e Steve Viksten
- Regia: Mark Kirkland
- Messa in onda originale: 8 maggio 2011
- Messa in onda italiana: 20 febbraio 2012

Lisa, mentre stava dipingendo un quadro per Patty e Selma, viene disturbata da Bart, così gli lancia contro la tavolozza dei colori, ma questa va a finire sui capelli di Patty. Homer usa delle forbici per sistemare i capelli della cognata e scopre di avere talento per tagliare i capelli, così decide di diventare parrucchiere. Durante il lavoro Homer si stanca a sentire i discorsi delle clienti e tenta di suicidarsi, ma questo tentativo fallisce. Per smettere di lavorare organizza quindi un piano con Marge: Homer le sistema i capelli e fa credere alle sue clienti che è stato un altro parrucchiere a fare il lavoro, Julio, così alla fine le donne iniziano ad andare dal nuovo parrucchiere.
Nel frattempo Milhouse, dopo aver visto il primo, traumatizzante, capitolo del DVD di Alla ricerca di Nemo, decide di conquistare Lisa, ma quest'ultima lo rifiuta. A questo punto Milhouse, convinto che ogni giorno vada vissuto come se fosse l'ultimo, si innamora di una ragazza di quinta elementare, Taffy, e i due ragazzi iniziano a frequentarsi. Questa relazione fa ingelosire molto Lisa che inizia a spiare i due fidanzatini. Lisa però viene scoperta da Taffy che decide di lasciare Milhouse poiché ella è convinta che il suo fidanzato sia in realtà ancora innamorato di Lisa. Milhouse diventa molto triste per quanto è successo, così Lisa decide di baciarlo per tirarlo su di morale.
- Guest star: Kristen Schaal (voce di Taffy)
- Frase alla lavagna: I do not deserve a mother's day gift for being "one badass mother"
- Gag del divano: i componenti della famiglia Simpson, vestiti da ladri, entrano in un museo degli oggetti delle celebrità. Alla fine, i Simpson trovano il loro divano e si siedono.

## 500 chiavi
- Sceneggiatura: John Frink
- Regia: Bob Anderson
- Messa in onda originale: 15 maggio 2011
- Messa in onda italiana: 21 febbraio 2012

Dopo aver comprato una torta nuziale, Maggie rimane chiusa in macchina con le chiavi e la famiglia Simpson tenterà di aprire la macchina grazie alla chiave di riserva. Nel cercarla, la famiglia ritrova tutte le chiavi accumulate nel tempo, mentre Maggie esce da sola dalla macchina. Bart ne usa alcune per fare scherzi, Homer decide di usare la chiave per andare alla fabbrica Duff insieme a Barney, mentre Lisa troverà una chiave della scuola elementare di Springfield e Marge ne troverà una per far funzionare un vecchio regalo di anniversario di Homer (un trenino che fa le puzzette). Portando la chiave della scuola al direttore Skinner, Lisa incontra Nelson, che le suggerisce di vedere se la chiave apre qualche porta della scuola. Lisa scende così nello scantinato della scuola e trova un'aula. Chiedendo spiegazioni al direttore Skinner, Lisa ritornerà nello scantinato con i ragazzi del Giornale della scuola, ma, invece dell'aula, troverà uno scaffale di libri. Nel frattempo, Homer raggiunge il laboratorio Duff con Barney, finendo per rubare il dirigibile Duff. A scuola il direttore Skinner e il sovrintendente Charmels scoprono che Lisa ha scoperto la verità, e per impedire che tutti lo sappiano Skinner sottrae la chiave a Lisa, che ne farà una copia per riaprire la porta dello scantinato. Lisa si reintroduce nuovamente nella stanza, dove scorge qualcuno scrivere alla lavagna "I bambini sono sull'autobus 23".
Bart crede alla sorella e le dice di chiedere a Nelson dell'autobus 23, dato che è stato bocciato più volte ed è in quella scuola da molto tempo. Nelson rivela che doveva andare in gita con l'autobus 23, ma che alla fine non salì su quell'autobus che non tornò più. Homer raggiunge i figli, e insieme raggiungono il "Ponte di ghiaccio". Lisa trova l'autobus 23 nelle profondità del lago, ma scopre anche che in realtà i bambini intrappolati dentro sono solo manichini. Otto rivela di essere stato lui a scrivere quella frase alla lavagna e insieme alla famiglia Simpson tornano alla scuola dove Skinner dà le dovute spiegazioni: il governo aveva dato loro dei soldi per costruire altre aule per la scuola, ma quei soldi furono intascati da Skinner e il giorno del bucato sua madre fece lavare i suoi pantaloni, rovinando i soldi; per evitare guai, insieme a Willie costruirono un'aula e fecero delle foto con dei manichini affittati: ma non potendo restituirli, li fecero finire nel lago. Lisa aggiunge che non avevano previsto la torta nuziale e che Maggie si fosse chiusa in macchina: in realtà avevano previsto la torta ma non Maggie. Nell'epilogo, Otto si assicura che i bambini nell'autobus sono manichini, mentre Milhouse avverte Otto che stavolta sta trasportando bambini in carne e ossa. L'autobus finisce nel lago proprio come l'autobus 23.
- Guest Star: Albert Brooks (voce di Hank Scorpio, doppiato in italiano da Franco Mannella)
- Frase alla lavagna: Le cavie non andrebbero usate come cavie
- Gag del divano: al posto del soggiorno dei Simpson, su una schermata bianca sono apposti i nomi degli oggetti presenti

## La pesca di Ned
- Sceneggiatura: Jeff Westbrook
- Regia: Chuck Sheetz
- Messa in onda originale: 22 maggio 2011
- Messa in onda italiana: 22 febbraio 2012

Edna, dopo una bravata di Bart, lo schiaffeggia, così viene mandata in un centro scolastico di detenzione fino alla discussione del suo caso da parte della commissione. Bart la aiuta a uscire e durante una delle sue evasioni Edna incontra Ned, col quale inizia una storia. Ned però, dopo aver saputo con quanti uomini è stata la Caprapall, decide di lasciarla, poi però convinto da Homer decide di perdonarla. Ciò che avverrà alla loro storia verrà rivelato nel primo episodio della stagione successiva.
- Guest star: Ken Burns (voce di sé stesso), Joey Kramer (voce di sé stesso)
- Frase alla lavagna: assente
- Gag del divano: assente